# Koharu Kusumi
Erro Lua em Módulo:Unicode_data na linha 297: attempt to index local 'data_module' (a boolean value)., é uma modelo, atriz, personalidade de televisão, cantora e seiyū japonesa. Em 2005, ela se tornou o único membro da sétima geração do grupo feminino de ídolos japoneses Morning Musume, parte do Hello! Project.

## Biografia
Koharu Kusumi juntou ao Morning Musume em 2005 como a única Morning Musume da sétima geração.
Kusumi tem sido um membro do Hello! Project kickball equipe Metro Rabbits H.P. desde a sua formação no início de 2006 e, desde 7 de abril de 2006, ela foi o dubladora para Kirari Tsukishima, o personagem principal do anime Erro Lua em Módulo:Unicode_data na linha 297: attempt to index local 'data_module' (a boolean value)..
No início de 2007, Kusumi foi escolhida para ser um membro de Erro Lua em Módulo:Unicode_data na linha 297: attempt to index local 'data_module' (a boolean value)., uma unit criada para comemorar o aniversário de 10 anos do Morning Musume . Morning Musume Tanjo 10 Nen Kinentai também constou de Kaori Iida, Natsumi Abe, Maki Goto e Risa Niigaki. Seu primeiro single, Erro Lua em Módulo:Unicode_data na linha 297: attempt to index local 'data_module' (a boolean value)., foi lançado em 24 de janeiro de 2007.
Além de suas atividades em units referidas acima, Kusumi é também  membro do Kira Pika com a °C-ute Mai Hagiwara e MilkyWay com o Hello!Project Eggs Yuu Kikkawa (que também fez o teste para Morning Musume por volta de 2006) e Sayaka Kitahara. Ambas as units foram formadas para o anime Kirarin Revolution , que terminou em março de 2009. Kusumi é atualmente uma periódica sobre a TV Tokyo children's show Oha Suta, aparecendo toda terça-feira.
Em 2009, Kusumi foi designada para participar de um novo grupo shuffle, juntamente com ZYX Risa Niigaki, Erika Umeda, Saki Ogawa, Ayaka Wada, Momoko Tsugunaga e Maasa Sudou.
Após a primeira performance na Morning Musume'sFall Tour 2009: Nove Smile, foi feito um anúncio sobrea graduação de Kusumi  do Morning Musume e Hello! Project em dezembro de 2009. De acordo com o anúncio oficial, ela tem interesse em se tornar um modelo, semelhante ao Erika Umeda (C-ute) essa seria a finalidade de sua graduação. sua graduação marcou o fim da longa programação estável de Morning Musume (o grupo tinha ido um pouco mais de 2 anos sem qualquer mudança na sociedade, o mais longo da sua história), como será a primeira mudança na lista do grupo desde a saída de Hitomi Yoshizawa e Miki Fujimoto em 2007.

## Discografia
Nota: Os seguintes álbuns são lançados sob o nome do artista Kirari Tsukishima estrelado por Koharu Kusumi.
- Mitsuboshi (2006)
- Kirarin Land (2007)
- Kirari to Fuyu (2008)
- Best Kirari (2009)

## Filmografia

### Televisão
| Year | Title                              | Role                                              | Network  | Notes                                          |
| ---- | ---------------------------------- | ------------------------------------------------- | -------- | ---------------------------------------------- |
| 2005 | Hello! Morning                     | Si mesma                                          | TV Tokyo | Morning Musume's variety show                  |
| 2005 | Musume Dokyu!                      | Si mesma                                          | TV Tokyo | Morning Musume's variety show                  |
| 2006 | Kirarin Revolution                 | Kirari Tsukishima                                 | TV Tokyo | Voice; lead role                               |
| 2006 | Oha Suta                           | Kirari Tsukishima (2006-2009) Herself (2009-2014) | TV Tokyo | Variety show regular guest on Tuesdays         |
| 2007 | Haromoni                           | Si mesma Kirari Tsukishima                        | TV Tokyo | Morning Musume's variety show                  |
| 2009 | Piramekino                         | Si mesma                                          | TV Tokyo | Variety show regular panelist                  |
| 2014 | Inauguration! Girl's Cabinet       | Yamato Singh                                      | TV Chiba |                                                |
| 2014 | Otoboke Pops                       | Si mesma                                          | BS-TBS   | Variety show regular panelist                  |
| 2014 | Last Kiss: Saigo ni Kiss Suru Date | Si mesma                                          | TBS      | Reality show; pilot episode; paired with Robin |
| 2014 | Again!!                            | Abe TamaTakashi                                   | MBS      | [ 4 ]                                          |
| 2015 | Boat Race Live                     | Si mesma                                          | BS Fuji  | Host                                           |
| 2016 | Toto Television                    | Bubble                                            | NHK      | Cameo                                          |
| 2017 | Seven Women in Prison              | Koharu                                            | TV Asahi | [ 7 ]                                          |
| 2017 | Doctor-X: Surgeon Michiko Daimon   | Haruna Nagamori                                   | TV Asahi | [ 8 ]                                          |
| 2024 | Pronta para o Amor                 | Maiko Kousaka                                     | TBS      | [ 9 ]                                          |

### Rádio
| Programa                          | Data do começo        | Data do fim            | Emisora                |
| --------------------------------- | --------------------- | ---------------------- | ---------------------- |
| TBC Fun Fīrudo Mōretsu Mōdasshu   | 7 de novembro de 2005 | 18 de novembro de 2005 | TBC                    |
| This Happy Time (or KoHappy Time) |                       |                        | 79.0 FM Port, Niigata. |
| Kusumi Koharu's Mediaship 927     |                       |                        |                        |